# João dos Reis de Sousa Dantas
João dos Reis de Sousa Dantas (1828 — 1897) foi um político brasileiro, deputado provincial e senador estadual da Bahia.
Foi vice-presidente da província da Bahia,[carece de fontes?] exercendo a presidência interinamente em 1882.